# Џејмс ван Ален
Џејмс ван Ален (Маунт Плезант, 7. септембар 1914 — Ајова Сити, 9. август 2006) био је северно-амерички физичар, професор Универзитета државе Ајова.

## Биографија
Џејмс ван Ален, пуног имена Џејмс Алфред ван Ален рођен је 7. септембра 1914. године, као други од четири сина, Алфреда Мориса и Алме Олнеј Ван Ален, у Маунт Плеазнту (тада око 3000 становника), Ајова. Завршио је средњу школу у јуну 1931. године као најбољи ђак. У јесен 1931. године, следећи стопе свог оца, мајке и старијег брата, уписао је колеџ у Маунт Плезнту. Дипломирао је у јуну 1936. године.
На универзитету Ајове је докторирао 1939. године. За време Другог светског рата служио је као морнарички официр. 1946. године постављен је за истраживање високих надморских висина у Лабораторији за примењену физику Универзитета Џонс Хопкинс, Силвер Спринг. Надгледао је тестирање и употребу заробљених немачких ракета В-2 за истраживање горње атмосфере и помогао у развоју Аероби-ја, једне од првих ракета изграђених у истраживачке сврхе. Ван Ален је 1951. постао професор физике на Универзитету у Ајови, где је предавао до пензије 1985. Био је један од научника који су предложили програм светске сарадње у истраживању, Међународну геофизичку годину од 1957–58. Инструментацију раних истраживачких сателита, која је део америчког програма, изградили су Ван Ален и његови сарадници. Покренут 31. јануара 1958, Експлорер 1 је био први успешан амерички свемирски сателит. Информације о космичком зрачењу које су прикупили истраживачи сателити довели су до открића Ван Аленових радијационих појасева који опкољавају Земљу. Касније је учествовао у развоју бројних свемирских сонди изграђених за проучавање планетарне и соларне физике.

## Научни рад
Ван Аленови радијациони појасеви представљају област са концентрисаним, геомагнетски заробљеним, елементарним честицама, која у виду два прстена опкољава Земљу, углавном у екваторијалном делу, на висини од 800 до 45 000 км. Нижи појас, на 800-3600 км, садржи електроне и високоенергетске протоне од 700-800 МеV, густине до 10000 протона/цм³; док се виши појас, на 12000-85000 км састоји углавном из електрона мање енергије од 50-50000 МеV и протона са око 1 МеV енергије.
Ван Ален је написао бројне радове и чланке за часописе. Такође је уређивао Научне примене земељских сателита (1956) и био је придружени уредник Часописа за геофизичка истраживања (1959–64) и Физике флуида (1958–62). За Националну академију наука изабран је 1959. године, а био је председник Америчке геофизичке уније од 1982. до 1984. Године 1987. добио је Националну медаљу за науку.
Био је члан Одбора за свемирске науке Националне академије наука од оснивања 1958. године и сарађивао са НАСА-ом од стварања 1959. године, и помогао да се планира и одабере почетни пакет свемирских осматрања и експеримената. 1962. године био је главни истраживач на НАСА-иној Маринер 2 сонди на Венери, првој успешној мисији на другу планету. Остао је међу најутицајнијим светским научницима током шездесетих година прошлог века, постављајући темеље за истраживање спољног соларног система помоћу 23 друге роботске сонде, укључујући Пионир 10 и 11, Војажер и Галилео.
Ван Ален је био ожењен са Абигејл Фитиан са којом је имао петоро деце - Синтију, Маргот, Сару, Томаса и Петера, и седморо унучади.